# Amir Heidari
Amir Heidari, född 1953,  är en iransk medborgare främst känd för sin omfattande människosmuggling. 
Heidari kom till Sverige från Iran 1979, som han flydde från som kurdisk gerillakrigare, och ägnade sig under tre decennier åt att smuggla personer till Sverige och andra länder. Han har avtjänat flera fängelsestraff i Sverige på grund av sin verksamhet. 1997 dömdes han också till utvisning på livstid, men först i november 2010 genomfördes utvisningen till Iran.
Enligt egen uppgift har Heidari hjälpt upp till 200 000 människor att fly, av vilka omkring 37 000 kommit till Sverige. Andra stora mål har varit Storbritannien och Kanada. Några av mellanländerna har varit Västtyskland/Tyskland och Turkiet.
Heidari och hans verksamhet är kontroversiell. Han säger sig självt arbeta i humanitär anda, och betraktas som en hjälte av många av dem han hjälpt fly. Andra ser honom som en kriminell affärsman som kontrollerat en mycket lönsam verksamhet uppbyggd på mutor och profiterande i andras nöd. Enligt polisutredningen 2006 har Heidari ofta tagit omkring 50 000 kronor för att smuggla en person, där omkostnaderna kan uppgå till omkring 8 300 kronor. Detta har gjort att han har gett namn till en straffbestämmelse i utlänningslagen, lex Heidari, efter en dom i Högsta domstolen 1990 som förbjuder att man tjänar pengar på att smuggla flyktingar.
Själv säger Heidari att han inte tjänat något på smugglingen utan ser sig som ett språkrör för flyktingar:
"Jag ställer upp som språkrör för de miljoner människor över hela världen som inte har någon representant, som förföljs eller blir utsugna. Att de flyttar till de länder som berikat sig på dem är inget mindre än en revolution utan vapen.